# Lina Teoh
Lina Teoh, pseudonimo di Angelina Teoh Pick Lim (Melbourne, 8 luglio 1976), è una modella malese, di origini cinesi e tedesche, vincitrice del concorso Miss Mondo Malesia 1998.

## Biografia
Ha inoltre rappresentato la Malaysia a Miss Mondo 1998 tenuto alle Seychelles dove è arrivata al terzo posto, dietro la vincitrice, l'israeliana Linor Abargil, e la seconda classificata, la francese Véronique Caloc. Inoltre la Teoh ha anche ottenuto il titolo di regina continentale di Asia & Oceania. Sino al 2007, è stato il miglior piazzamento ottenuto dalla Malesia in tutta la storia di Miss Mondo.
In seguito Lina Teoh ha lavorato come presentatrice televisiva in varie trasmissioni, fra cui Watch-U-Want per Channel V, e come regista di documentari. Grazie al suo lavoro di documentarista, Lina Teoh è diventata ambasciatrice per la società ambientalista malese “Save Belum Temenggor Campaign”. La Teoh ha realizzato alcune produzioni anche per l.